# Raionul Rezina
Raionul Rezina este un raion în nord-estul Republicii Moldova. Centrul său este orașul Rezina.

## Demografie

### Statistici vitale
Principalii indicatori demografici, 2013:
- Natalitatea: ▼555 (10,7 la 1.000 locuitori)
- Mortalitatea: ▼616 (11,9 la 1.000 locuitori)
- Spor natural: -61

### Structura etnică
| Grup etnic | Populație | % Procentaj* |
| ---------- | --------- | ------------ |
| Moldoveni  | 45.096    | 93,74%       |
| Ucraineni  | 1.691     | 3,52%        |
| Ruși       | 1.093     | 2,27%        |
| Bulgari    | 40        | 0,07%        |
| Găgăuzi    | 34        | 0,06%        |
| Evrei      | 30        | 0,05%        |
| Alții      | 121       | 0,25%        |

## Administrație și politică
Președintele raionului Rezina este Teodor Cuculescu (PDCM), ales la 5 decembrie 2023.
Componența Consiliului Raional Rezina (27 de consilieri), ales la 5 noiembrie 2023, este următoarea:
|  | Partid                                        | Consilieri | Componență | Componență | Componență | Componență | Componență | Componență | Componență | Componență |
|  | --------------------------------------------- | ---------- | ---------- | ---------- | ---------- | ---------- | ---------- | ---------- | ---------- | ---------- |
|  | Partidul Acțiune și Solidaritate              | 8          |            |            |            |            |            |            |            |            |
|  | Partidul Dezvoltării și Consolidării Moldovei | 6          |            |            |            |            |            |            |            |            |
|  | Partidul Socialiștilor din Republica Moldova  | 5          |            |            |            |            |            |            |            |            |
|  | Partidul Schimbării                           | 4          |            |            |            |            |            |            |            |            |
|  | Platforma Demnitate și Adevăr                 | 3          |            |            |            |            |            |            |            |            |
|  | Partidul Comuniștilor din Republica Moldova   | 1          |            |            |            |            |            |            |            |            |

## Diviziuni administrative
Raionul Rezina are 41 localități: 1 oraș, 24 comune și 16 sate.